# 馬雲騄
馬 雲騄（ば うんりょく）は、周大荒の小説『反三国志』に登場する架空の人物。馬騰の娘で、馬超の妹。のちに趙雲の妻となるという設定。日本では「騄」という漢字が一般的ではなく機種依存文字であるため、三国志をモチーフとしたゲーム等では「馬雲リョク」や「馬雲緑」という表記が使われることもある。
『反三国志』は『三国志演義』をモチーフに、蜀が中国統一をする小説である。雲騄は、天女のような美貌と男勝りの武勇を持ち、父・馬騰からはこよなく愛される娘として描かれている。馬騰は雲騄を名高い英傑に娶らせようと考える。
馬騰が曹操に殺害されると、雲騄は復讐の念を燃やし、兄・馬超と共に戦場を駆け巡る。その後、馬超が劉備に帰順すると、劉備の勧めで趙雲と結婚。それ以降は趙雲と共に各地を転戦する。劉備が皇帝なってからは敦煌公主・揚威将軍に封じられる。

## 備考
- 馬雲騄は『反三国志』における架空の人物であるが、正史や『三国志演義』をモチーフとしたゲームなどに設定が導入されている作品がある。
- 中国ドラマ『三国志〜趙雲伝〜』には、馬超の妹として馬 玉柔（ば ぎょくじゅう）という架空の女性が登場するが、「馬超の妹で趙雲の妻になる」という設定は、馬雲騄を踏襲したものと言える。